# Boda boda
Boda boda je jedna vrsta taksija koji isključivo koriste bicikle i motocikle za prijevoz putnika, a koji se obično mogu naći u istočnoj Africi. Iako su taksi-motocikli poput boda boda prisutni širom Afrike, termin boda boda je specifičan za istočnu Afriku. U Keniji ovi taksiji se često nazivaju piki piki ili samo boda. Njihovo prisustvo u istočnoafričkim gradovima rezultat je brojnih faktora, kao što je sve veća potražnja za javnim prijevozom, mogućnost kupovine motora na kredit i priljev jeftinog uvoza motocikala od indijskih proizvođača kao što su Bajaj, kao i visoke razine nezaposlenosti među mladima. U zemljama u kojima su prisutni, boda bode pružaju dodatne opcije prijevoza putnika i dodatne prilike za zapošljenje, dok u isto vrijeme povećavaju opasnost na putu, sudare, nepotrebne ozlijede i smrti.

## Etimologija
Prema nekim izvorima naziv boda boda vuče porijeklo iz onomatopeje, ali konkurentna teorija je da je boda boda naziv nastao tako što su se ljudi prevozili preko granice putem motocikla, bez kompletiranja papirologije; odnosno od granice do granice.
Termin se prvobitno odnosio na posao prijevoznika u okviru krijumčarskih operacija preko granice Ugande i Kenije tokom 1980-ih i ranih 1990-ih. Prijevoznici su ili pješačili, ili koristili bicikle i motocikle za prelaz granice. Posao ovih prevoznika se lokalno nazivao boda boda, što znači od granice do granice (border to border). Vozači su bili veoma vješti i brzi, a uskoro su mnogi vozači iz ovog posla označili svoje bicikle natpisom boda boda, kao ponosni znak da su eksperti u vožnji. Kada bi neko htio brzu vožnju ili dostavu, angažirali bi boda boda vozače i javnost je počela tako da ih zove. Kada su motocikli ušli u ovaj posao, brzo su istisnuli bicikle zbog njihove brzine, izdržljivosti i daljine koje mogu da prijeđu i tako su i oni postali sinonim za boda boda vozače.

## Broj vozila
Boda bode su uobičajene u istočnoafričkim gradovima kao što su Kampala i Nairobi, a procjene broja ovih vozila variraju.

#### Dar-es-Salaam
U razdoblju od 2003. god do 2015. godine uvoz motocikala u Tanzaniji je značajno porastao (gotovo 10 000%).

#### Kampala
Određeni izvori su 2013. godine tvrdili da u Ugandi posluje oko 300.000 boda boda prijevoznika. Podaci koje je objavila Uprava glavnog grada Kampale u sličnom periodu pokazuju oko 120.000 registriranih motocikala u tom gradu, iako bi broj boda boda vjerojatno bio veći jer su mnogi neregistrirani prema Udruženju boda boda Kampala vozača. Isti izvori su 2015. godine naveli da oko 40.000 radi u regiji centralne Kampale. Neki su sugerirali 2015. godine da je realan broj vjerojatno duplo veći. Širom Ugande, boda bode su postale značajan izvor prihoda za mlade, pružajući sredstva za život tisućama porodica u zemlji.

#### Kigali
Za razliku od mnogih afričkih gradova, taksisti motocikala u Kigaliju općenito su registrirani i poštuju lokalne zakone. Kod nas se za ovu vrstu prijevoza naziva moto.

## Povratak biciklom
Studenti iz Ugande su proveli istraživanje koje je utvrdilo da četiri faktora mogu imati utjecaj na vožnju biciklom. Ti faktori su:
- transportni sustav i faktori sigurnosti
- prirodni faktori životne sredine
- percepcija koju pojedinac ima prema biciklizmu
- demografske karakteristike ove osobe

Logistički model faktora koji će utjecati da putnici koji putuju na posao promijene način vožnje i koriste bicikl također je istaknuo uglavnom demografske karakteristike (dob, spol i sposobnost pojedinca da vozi bicikl). Ovi nalazi ukazuju na to kako bi se prometni sustav mogao poboljšati i kako bi se uočeni rizici biciklizma u Ugandi smanjili.

## Poznati prijevoznici
- SafeBoda – tvrtka koja pruža sigurne i učinkovite usluge boda boda vožnje u nekoliko afričkih gradova. Sjedište tvrtke je u Nairobiju, Kenija, a posluje od 2014. godine.
- Safe Motos – tvrtka iz Kigalija u Ruandi koja nudi praktičniji i isplativiji prijevoz putem mobilne aplikacije.[14] Tvrtka se također proširila u Demokratsku Republiku Kongo.[15]
- Bolt – još jedna tvrtka koja je pokrenula usluge dijeljenja prijevoza u Ugandi, ali se zatvorila u veljači 2019. godine.[16]
- Uber Boda – tvrtka Uber je u Kampali 2018. dodala boda-usluge uz svoje standardne opcije.[17]

## Galerija
- Uz cestu A109, Uganda
- Custom boda boda u Keniji
- Boda boda motocikl
- Boda Boda u Ruandi